# Bastenau
Bastenau ist ein Gemeindeteil der Gemeinde Wörnitz im Landkreis Ansbach (Mittelfranken, Bayern). Bastenau liegt in der Gemarkung Erzberg.

## Geografie
Der Weiler liegt in Tallage zwischen zwei Quellästen des Bösennördlinger Grabens, der über den Morrieder Bach von rechts der obersten Wörnitz zuläuft. Im Nordwesten und Südosten ist er von Erhebungen des Schillingsfürst-Wettringer Hardts, die Teil der Frankenhöhe ist, umgeben. Im Nordwesten grenzt der Obergailnauer Forst an, dort befindet sich der Kesselberg (536 m ü. NHN) und der Oestheimer Berg.
Die Kreisstraße AN 16 führt an Harlang vorbei nach Arzbach (2 km südwestlich) bzw. nach Wörnitz zur Staatsstraße 2419 (2,2 km nordöstlich). Eine Gemeindeverbindungsstraße führt nach Bösennördlingen zur Kreisstraße AN 5 (1,5 km östlich).

## Geschichte
Im Geographischen Lexikon von 1799 wird der Ort folgendermaßen beschrieben: „Bastanau, ehemals auch Waizenau, Weiler innerhalb Reichsstadt Rothenburgischer Landwehr, liegt 3 Stunden von der Stadt gegen Dinkelsbühl, und hat zwey Gemeindrechte, 3 Höfe, und 10 bis 12 Gebäude. Es ist nach Erzberg eingepfarrt, wohin auch der kleine Zehend gehört, der große Zehend wird dem Spital zu Rothenburg entrichtet. Die Hut wurde 1787 vertheilt. Rothenburg erkaufte den Weiler 1406 mit Gailnau, selbiger ist dann öd gelegen, und erst zu Anfang dieses Jahrhunderts wieder aufgebaut worden. Hat 4 Dienst und stellt 2 Wägen.“
Mit dem Gemeindeedikt (frühes 19. Jahrhundert) wurde Bastenau dem Steuerdistrikt Wörnitz und der Ruralgemeinde Erzberg zugeordnet. Im Zuge der Gebietsreform in Bayern wurde Bastenau am 1. November 1971 nach Wörnitz eingemeindet.

### Einwohnerentwicklung
| Jahr      | 001818 | 001840 | 001861 | 001871 | 001885 | 001900 | 001925 | 001950 | 001961 | 001970 | 001987 |
| Einwohner | 43     | 25     | 39     | 32     | 39     | 42     | 32     | 35     | 25     | 20     | 22     |
| Häuser    | 7      | 7      |        |        | 6      | 6      | 6      | 6      | 6      |        | 6      |
| Quelle    | [ 8 ]  | [ 9 ]  | [ 10 ] | [ 11 ] | [ 12 ] | [ 13 ] | [ 14 ] | [ 15 ] | [ 16 ] | [ 17 ] | [ 1 ]  |

## Religion
Der Ort ist seit der Reformation evangelisch-lutherisch geprägt und bis heute nach St. Gallus (Erzberg) gepfarrt. Die Einwohner römisch-katholischer Konfession sind nach Kreuzerhöhung (Schillingsfürst) gepfarrt.